# Coïtus à unda
Coïtus à unda (onderwaterseks) is het hebben van geslachtsgemeenschap in oppervlaktewater. In het Latijn betekent coitus geslachtsgemeenschap en unda golf. Unda verwijst dan naar het water van een golf, maar in beeldspraak ook naar het golvende gevoel van een orgasme.
Al wordt er naar een golf verwezen, deze seksuele handeling kan ook plaatsvinden in andere wateren dan de branding van zee of oceaan, zoals een meer, bad of zwembad. Direct zicht op de handeling is door anderen op enige afstand niet of moeilijk mogelijk. In openbare wateren zal het voor sommigen een argument kunnen zijn omwille de erotische spanning coïtus à unda uit te voeren.
Andere vormen van seks die onder water kunnen worden uitgevoerd zijn aftrekken, vingeren en orale seks. Seksuele activiteiten met water zoals in de regen, onder de douche of tuinsproeier worden ook wel als zodanig benoemd.
Orale seks met warm of koud water in de mond wordt eveneens weleens als coïtus à unda aangeduid.
Seksuele handelingen in open water kunnen gezondheidsrisico’s – zoals het binnendringen van bacteriën in de geslachtsorganen – met zich meebrengen.